# 統計学上の未解決問題
統計学上の未解決問題（とうけいがくじょうのみかいけつもんだい）では、統計学における未解決問題を挙げる。

## 推論とテスト
- 特にランダムエラーが大きい科学では、系統的な誤りを検出して修正する方法 (Tukey が不快な科学と呼ぶ状況 )。
- グレイビル-ディール推定器は、未知の分散とおそらく不均一な分散を持つ2つの正規母集団の共通平均を推定するためによく使用される。この推定値は一般的に公平ではないが、その許容性はまだ示されていない[1]。
- メタ分析:フィッシャー法を用いて独立したp値を組み合わせることができるが、依存p値の場合を処理する技術が開発されている。
- ベーレンス・フィッシャー問題
- 多重比較: 仮説の同時または逐次的検定を補正するために、p値を調整する方法は様々である。特に興味深いのは、全体的な誤差率を同時に制御し、統計的な力を維持し、テスト間の依存性を調整に組み込む方法である。これらの問題は、DNAマイクロアレイからのデータ分析においてますます多くなっているように、同時テストの数が非常に多い場合に特に関連している。
- ベイズ統計: ベイズ統計学における未解決問題のリストが提案された[2]。

## 実験デザイン
- ラテン方格の理論は実験の設計の基礎であるため、この問題を解決することで実験計画に即座に適用できる可能性がある。

## 哲学的な性質の問題
- 種問題のサンプリング: 予期しない新しいデータがある場合、確率はどのように更新されるか。 [3]
- 終末論: 人類の将来の寿命を予測すると主張する確率論は、これまでに生まれた人間の総数の推定値だけしか与えられていないのか。
- 交換パラドックス: 確率論の主観的解釈の中で問題が生じる。より具体的にはベイズの決定理論の中でまだ合意に達していないので、これはまだ主観主義者の間でオープンな問題である。例としては、次のようなものがある。
  - 2つの封筒の問題（英語版）
  - ネクタイのパラドックス（英語版）
- 日の出の問題: 明日太陽が昇る確率は。使用される方法と仮定によって、非常に異なる答えが生じる。

## 参照
- Linnik, Jurii (1968). Statistical Problems with Nuisance Parameters. American Mathematical Society. ISBN 0-8218-1570-9
- Sawilowsky, Shlomo S. (2002). “Fermat, Schubert, Einstein, and Behrens–Fisher: The Probable Difference Between Two Means When σ1 ≠ σ2”. Journal of Modern Applied Statistical Methods 1 (2). doi:10.22237/jmasm/1036109940.